# Fascia dei tre ordini
La fascia dei tre ordini raccoglie in un'unica insegna, le Croci degli antichi Grandi Ordini Militari di Cristo, Avis e San Giacomo della Spada, gli ordini monastico-militari portoghesi antichi fondati nel Medioevo. Questa singolare onorificenza sembra avere la sua genesi dal fatto che Papa Giulio III aveva concesso in perpetuo, alla Corona portoghese, il Gran Magistero dei tre vecchi ordini monastici-militari, con la bolla Praeclara Clarissimi del 30 novembre 1551.

## Storia
La creazione dell'Insegna dei Tre Ordini avvenne in seguito alla riforma di Maria I, il 17 giugno 1789. La sovrana decretò che il monarca dovesse utilizzare contemporaneamente le insegne dei tre ordini militari, in modo da non dare la precedenza a nessuno di loro. Così, la fascia di tre ordini di divenne la più importante onorificenza portoghese.
Il 15 ottobre 1910, con la scomparsa degli antichi Ordini Militari, ha cessato di esistere anche la fascia dei tre ordini. È stato ripristinata con decreto del 1º dicembre 1918, da assegnare di diritto al Presidente della Repubblica, nella sua qualità di Gran Maestro degli Ordini portoghesi, nonché ai capi di Stato stranieri.
Durante il ventesimo secolo è stato attribuito a vari capi di Stato come Alberto I del Belgio (nel (1919), Leopoldo III del Belgio (nel 1938), Giorgio VI del Regno Unito (nel 1939), Elisabetta II del Regno Unito (nel 1955), Bhumibol Adulyadej (nel 1955), João Café Filho (nel 1955), Juscelino Kubitschek de Oliveira (nel 1957) e Francisco Franco (nel 1962).
Tuttavia, con la legge organica del 1962/1963, la fascia dei tre ordini ha iniziato ad essere esclusiva del Presidente, non potendo più essere assegnata a capi di Stato stranieri.
Questa regola è rimasta nella legge organica del 1986 e nella legge sugli Ordini onorifici, entrata in vigore nel 2011, per cui la fascia dei tre ordini divenne la decorazione privata del Presidente portoghese in carica come Gran Maestro degli Ordine onorifici portoghesi.

## Insegne
- La fascia è di seta con i colori degli Ordini di Avis, Cristo e San Giacomo della Spada, rispettivamente verde, rosso e viola. Appeso al cappio e incatenato da una corona di alloro smaltata di verde, circondato da decorazioni in oro a forma di fronde vi è un medaglione ovale con motivi decorativi d'oro con tre ovali smaltati di bianco, ognuno caricato di uno dei segni distintivi di uno dei tre Ordini e con una corona del colore dello smalto del loro ordine, contenute in filetti d'oro.
- La placca è dorata, con al centro una superficie circolare smaltata di blu, intagliata con motivi decorativi d'oro, del tipo descritto in precedenza per il medaglione della fascia circondata da un anello smaltato di rosso scolpito, modellato e circonda da un anello d'oro da cui partono raggi d'argento.
- Il distintivo viene utilizzato quando il Presidente è ufficiale di un qualsiasi ramo delle Forze Armate e di solito indossa l'uniforme con solo lo stemma della fascia dei tre ordini, posto sul petto a sinistra, dove non porta le loro insegne.
- La miniatura viene utilizzata dal Presidente negli abiti civili di gala, è di forma ovale, costituita dal nastro della Fascia, caricato con i distintivi.
- La rosetta può essere indossata dal Presidente in ambito civile ed è dei colori della Fascia, internamente filettata d'oro.
- Il nastro è per un terzo verde, un terzo rosso e un terzo viola.

## Galleria d'immagini

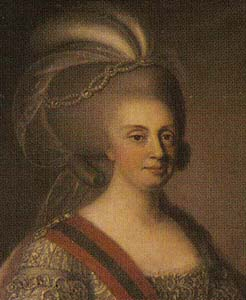
Maria I del Portogallo
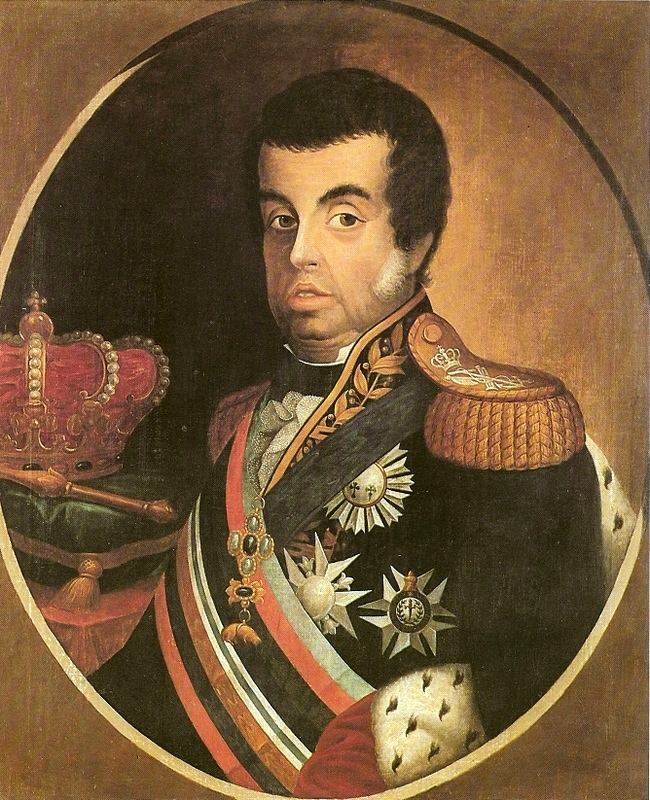
Giovanni VI del Portogallo
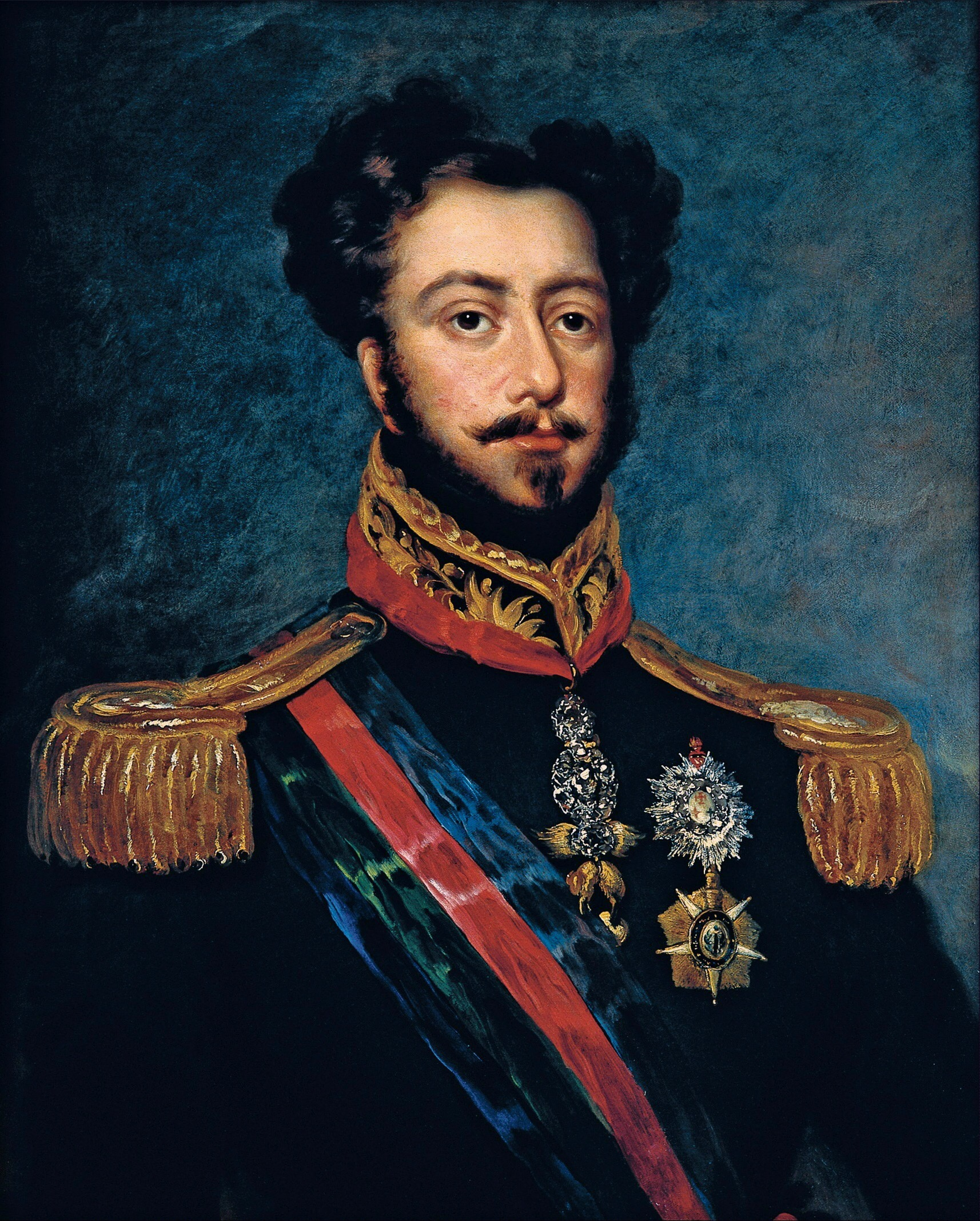
Pietro IV del Portogallo e I del Brasile
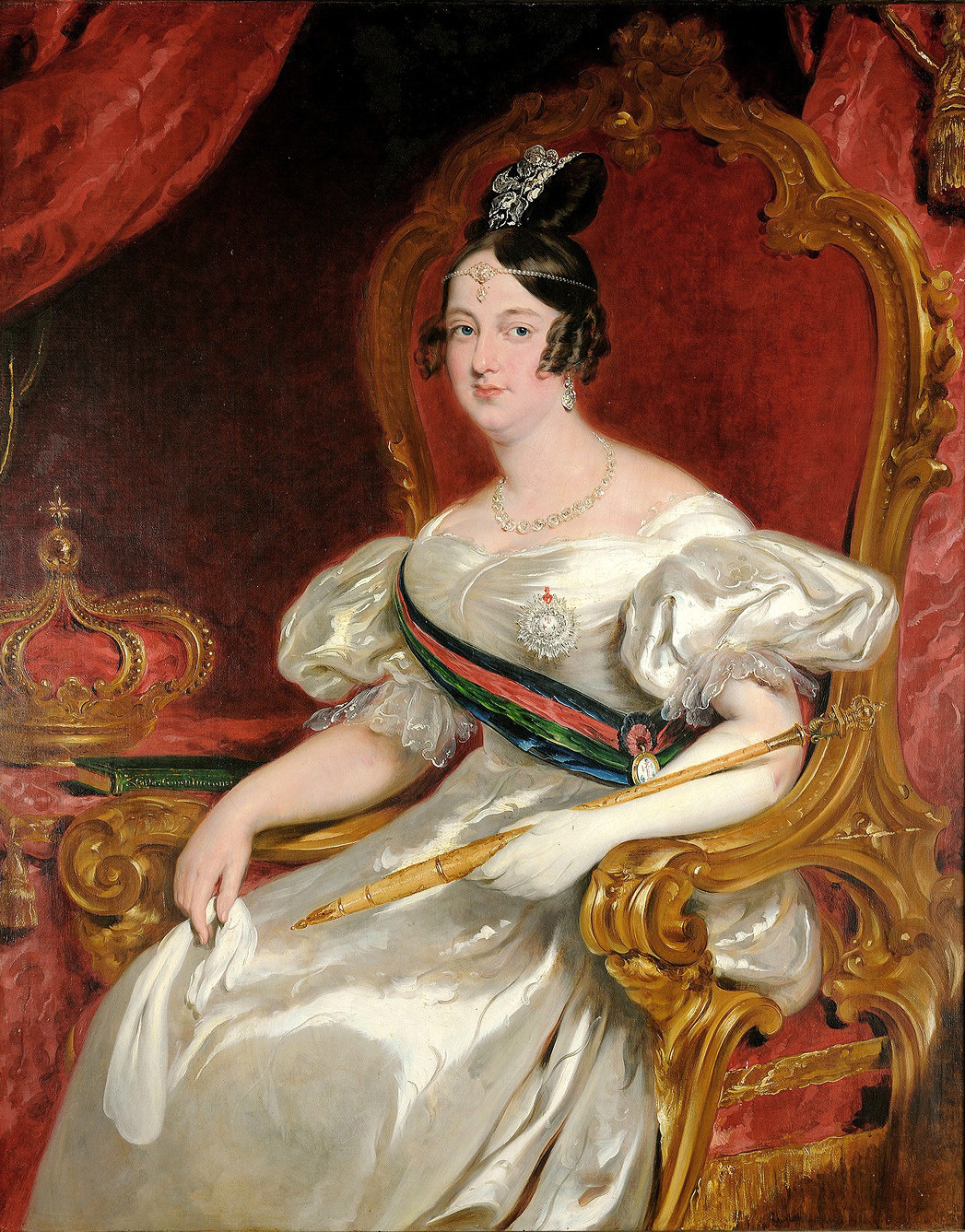
Maria II del Portogallo
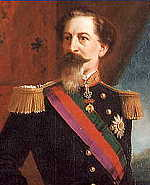
Ferdinando II del Portogallo
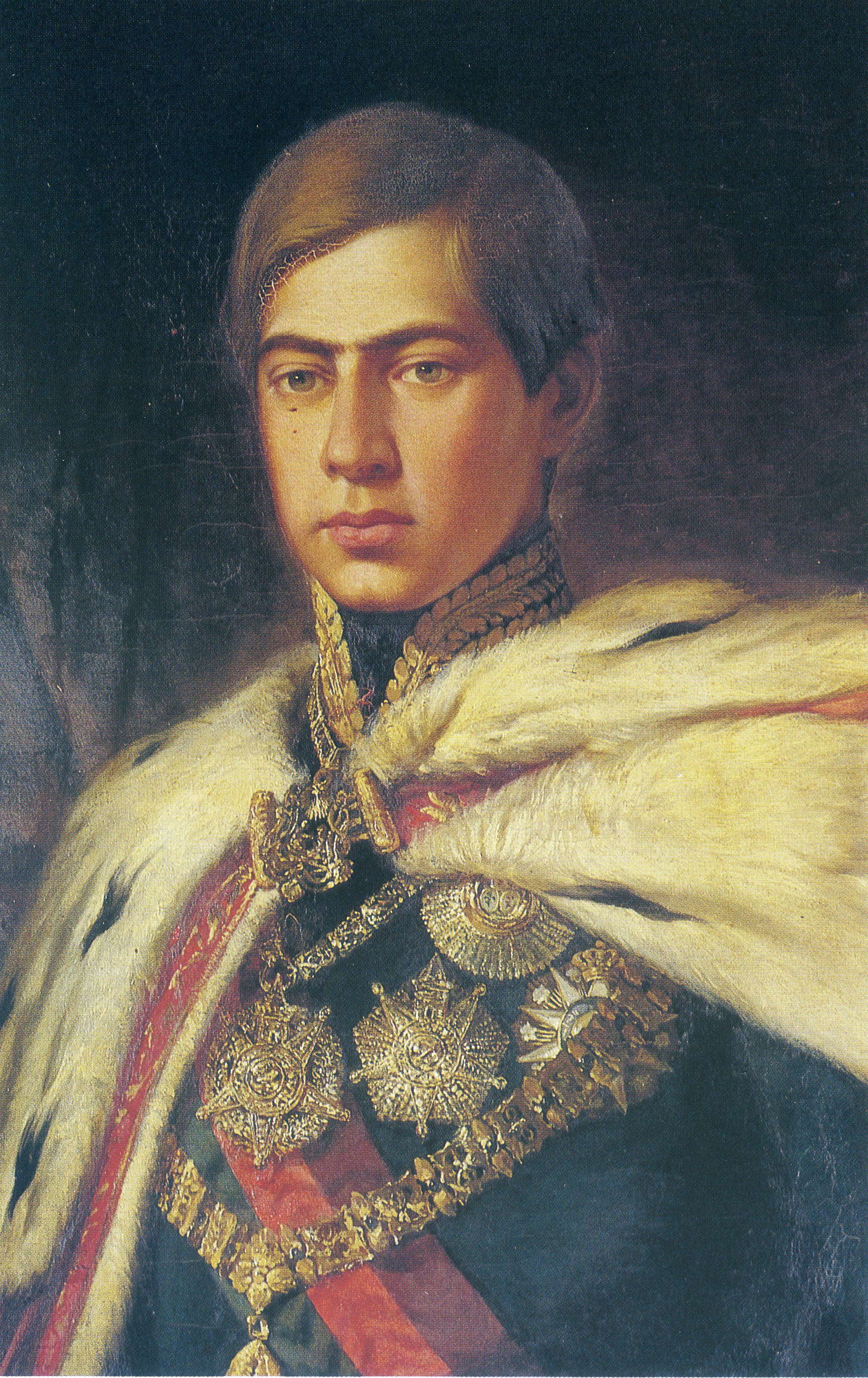
Pietro V del Portogallo
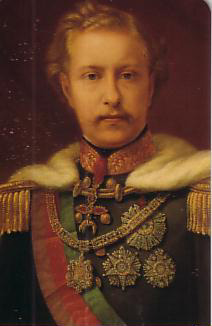
Luigi del Portogallo
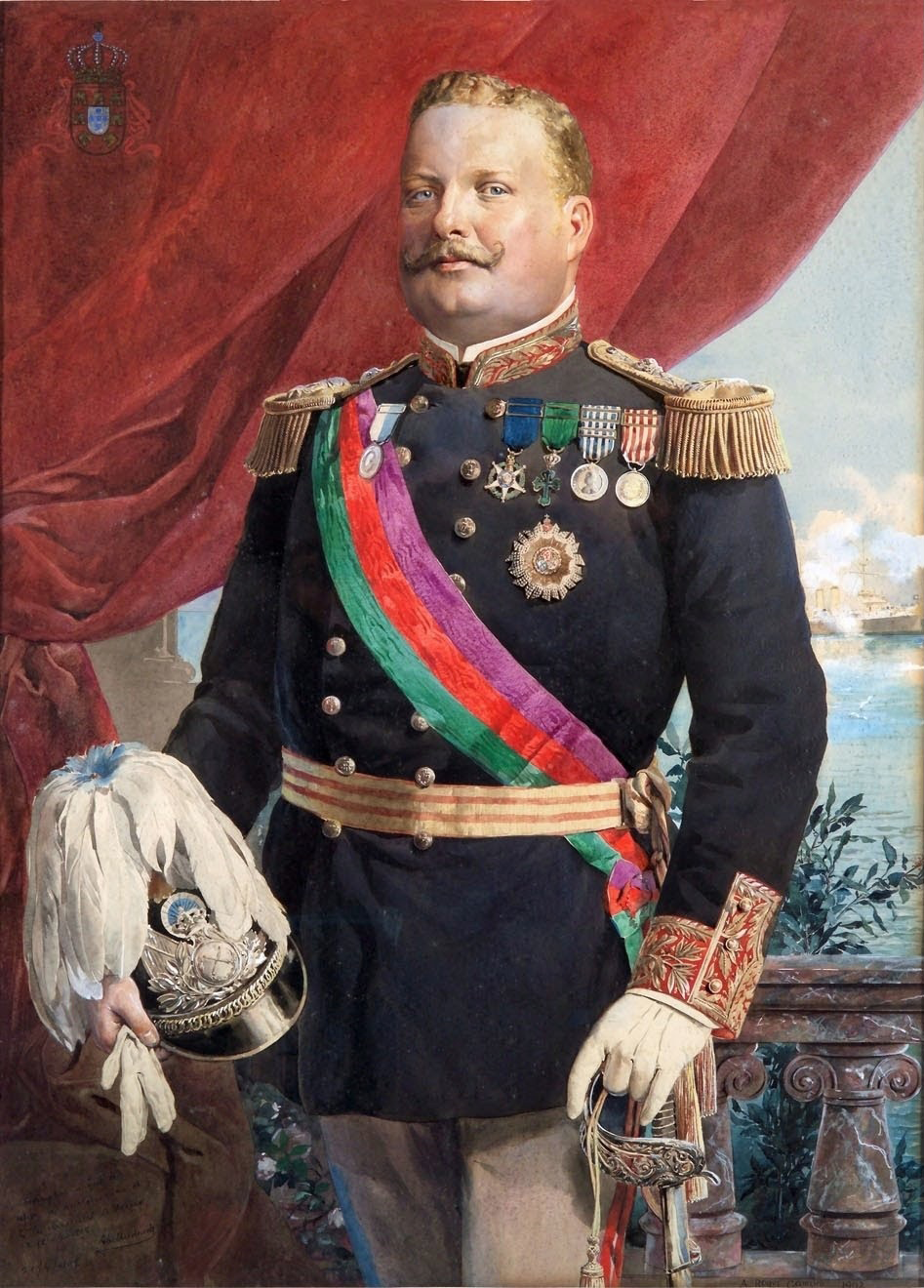
Carlo I del Portogallo
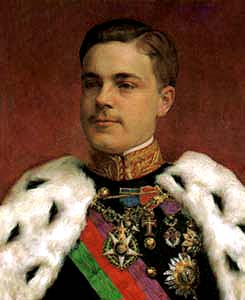
Manuele II del Portogallo
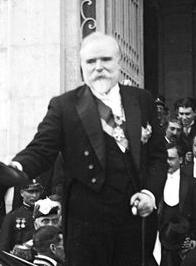
António José de Almeida
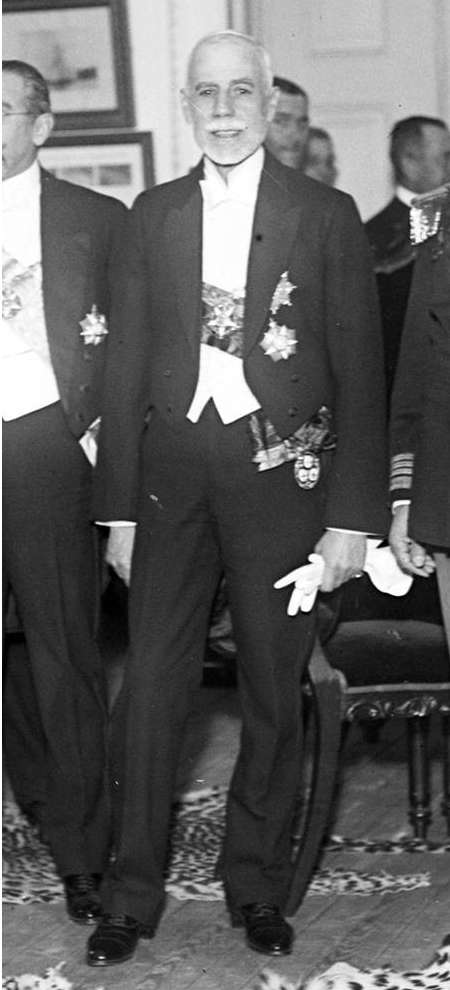
Manuel Teixeira Gomes
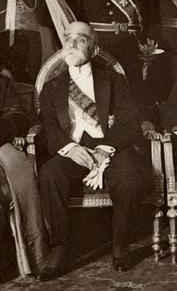
Bernardino Machado
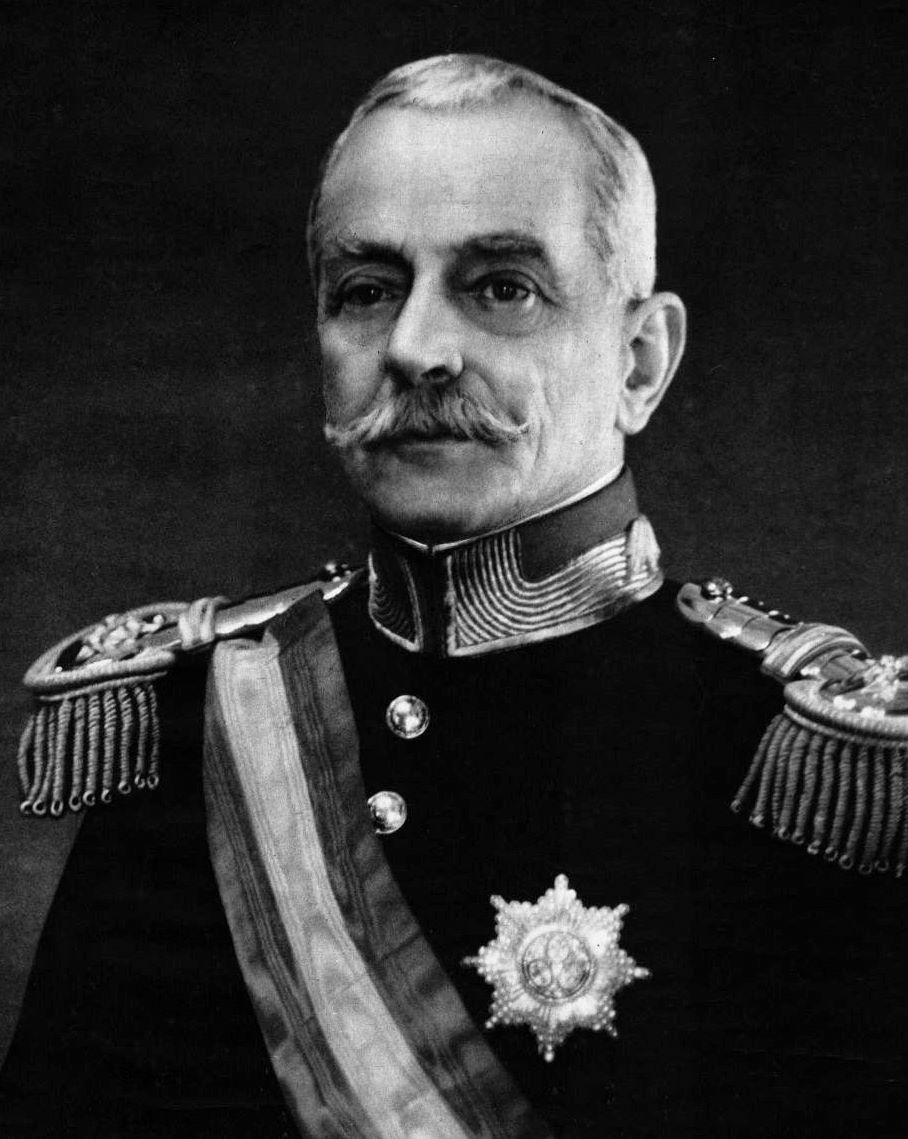
António Óscar Carmona